# Харьковская соборная мечеть
Ха́рьковская собо́рная мече́ть — главная мусульманская постройка города, соборная мечеть города Харькова, которая была построена в 1906 году, разрушена в 1936 советской властью и восстановлена в 2006 году на том же месте.

## История

### Основание мечети
Академик Дмитрий Багалей в своей работе «История г. Харькова за 250 лет его существования» вспоминает мусульманскую общину города, которая в 1866 году насчитывала 38, а уже в 1897 году — 760 татар. Такой рост был связан с расквартированием татаро-башкирского конного отряда в городе во время русско-турецкой войны. Просьба об утверждении плана на строительство «магометанской мечети» от Харьковской магометанской общины поступило в строительное отделение Харьковского Правления 24 февраля 1906 года. В 1906 году на берегу реки Лопань была построена мечеть, открытие которой состоялось в канун месяца Рамадан. Первым муллой мечети был Мухаммед Рахим Алимович Узбяков, который также был имамом. Большинство местных татар исповедовали суннизм, однако незначительная шиитская община не имела собственной мечети и в свои особо почитаемые религиозные дни приходила в Соборную мечеть.

### Революционные годы
В годы революции здание было экспроприировано властью. В это время на его территории находился тир. 18 июля 1922 мусульманская община заключила Договор с Харьковским Советом Рабочих и Крестьянских депутатов, в котором говорилось о принятии на баланс общины. В свою очередь на мусульманскую общину были возложены обязанности: «Беречь государственное достояние…». 19 декабря 1923 был утверждён Устав Харьковской мусульманской приходской религиозной общины, целью деятельности которой отмечалось «объединение граждан мусульманского вероисповедания в районе Харьковской губернии». В 1926 году мусульманская община насчитывала 614 человек. Среди них: 328 мужчин и 286 женщин (членами общины считались лица в возрасте 18 лет и старше) 242 неграмотных , 343 — малограмотные, 21 со средним и 8 с высшим образованием; 146 — рабочие , 102 — служащие, кустари и торговцы, в соответствии , 53 и 51; большая часть женщин (229) были «домохозяйками».

### Политика советской власти по отношению к мечети
Мулла в годы Сталинских репрессий был арестован, через некоторое время после освобождения (апрель 1933 года) он умер. В 1936 году мечеть была разрушена советской властью, которая заявляла, что она препятствует свободному течению реки, расширение и обустройство русла которой и стало формальной причиной сноса. Три сохранившиеся постройки были превращены в жилые дома, которые, в основном, были заняты именно представителями мусульманской общины. Послевоенные годы отличились жестким контролем со стороны власти. Иногда такие обряды проводились в присутствии милиционеров.

### Новейшая история
28 августа 1991 в Харьковском областном совете депутатов был зарегистрирован Устав общины мусульман. Мусульманская воскресная школа возвратилась в прежнее помещение, которое было к тому занято под личное жилье. В 1999 году началось восстановление мечети на том же месте. Оно сопровождалось рядом конфликтов с местными жителями, которые утверждали, что строительство приведет к разрушению соседних старых домов. Осенью 2000 года был вырыт котлован под фундамент, при закладке которого был обнаружен фундамент бывшей мечети. 21 сентября 2004 на куполе и минарете были установлены мусульманские символы — полумесяцы. В настоящее время продолжаются работы по внутренней отделке и завершении строительных работ. В 2006 году было отмечено столетие со дня открытия соборной мечети.

## Архитектура
Бывшее здание мечети было громоотводом, а минарет и потолок были железобетонными конструкциями, что было основным требованием губернатора при утверждении технического протокола строительства. В комплекс зданий, который включал мечеть, входила также мусульманская школа (мектеб), которая впоследствии стала функционировать как национальная татарская. Восстановленная мечеть имеет один минарет.